# Narkotikaförordningen
Narkotikaförordningen var en svensk förordning, SFS 1962:704 (lagen.nu), som med stöd av annan lagstiftning reglerade den lagliga användningen av narkotika inom till exempel sjukvård och forskning.
Narkotikaförordningen upphörde att gälla 1 juli 1993, då Lag om kontroll av narkotika (SFS 1992:860) (lagen.nu) trädde i kraft. Denna lagstiftningsförändring var del i en förändring av såväl läkemedels- som narkotikalagstiftning i samband med ikraftträdandet av EES-avtalet.